# 東京都立南平高等学校
東京都立南平高等学校（とうきょうとりつ みなみだいらこうとうがっこう）は、東京都日野市南平八丁目にある都立高等学校。主たる愛称は「なんぺー」。

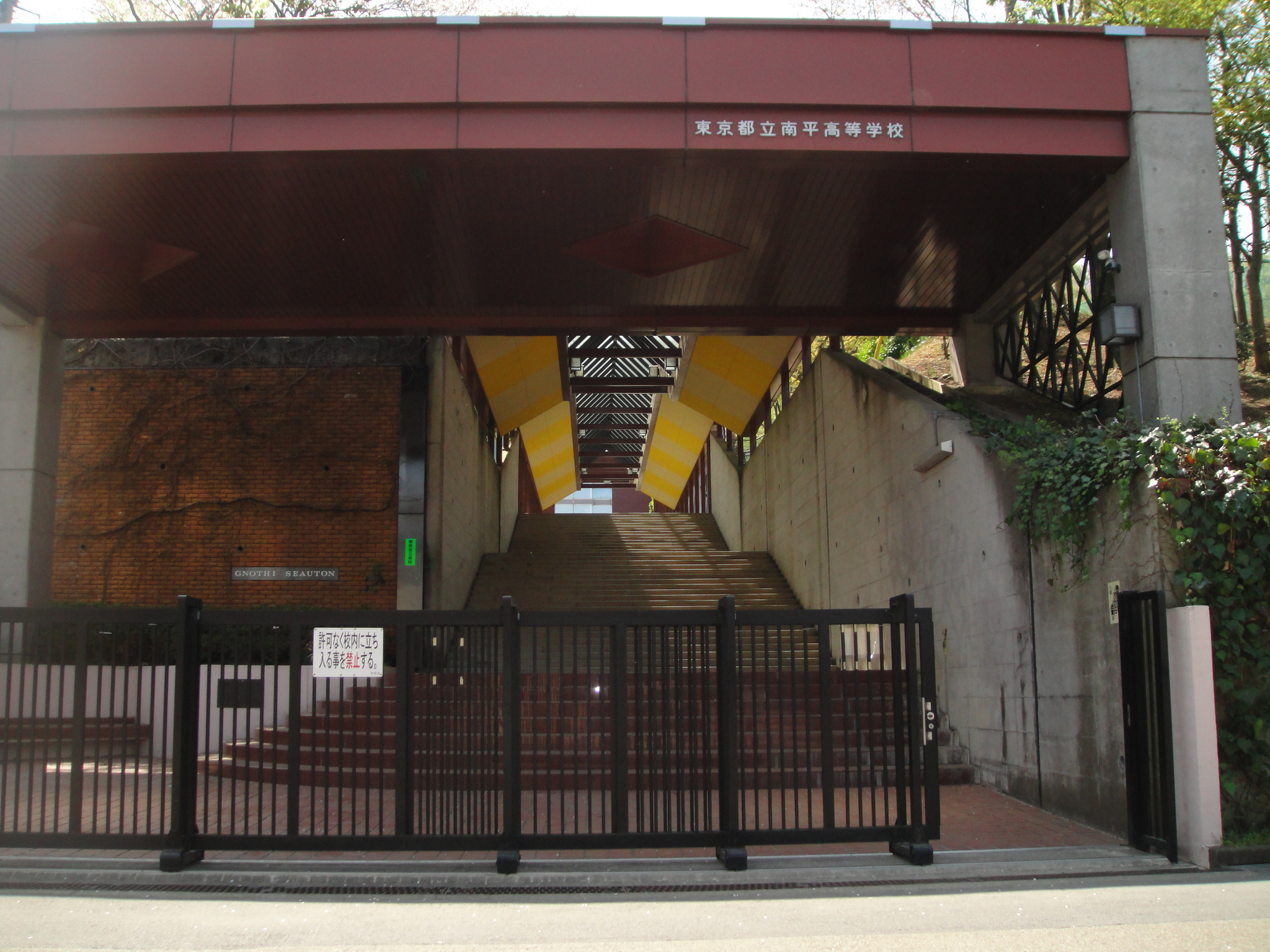
通用門

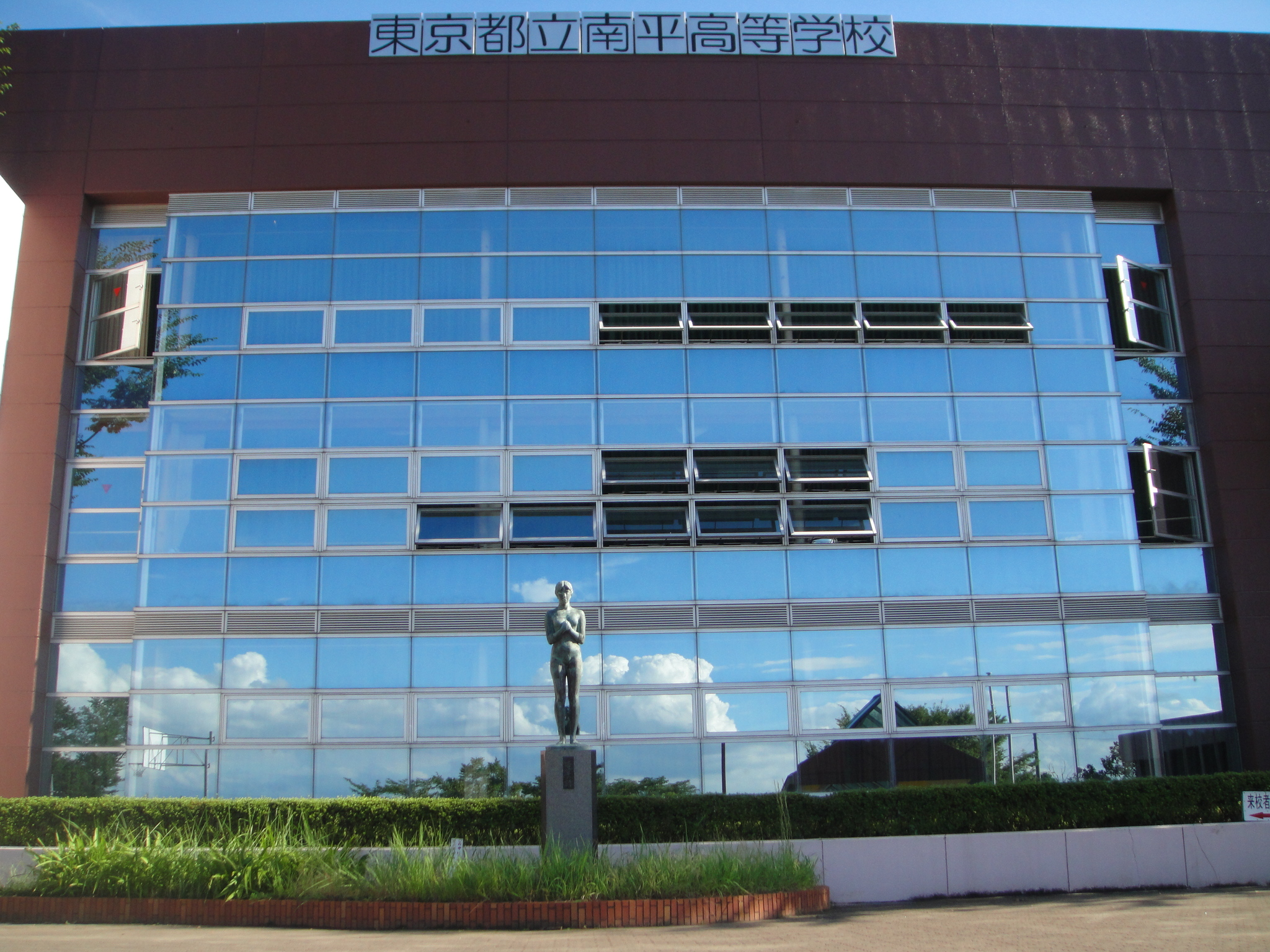
格技棟（上が体育館、下は半地下になっている武道場）と「若草の詩」の像

## 概要
「正しい理念」「希望と意志」「行動と反省」が校訓。ソクラテスが言ったという「Gnōthi sauton」「グノウティ セアウトン」（汝自身を知れ）を標語としており、通用門脇にこれが彫られたプレートがある。自主自律の精神育成のために、創立以来ノーチャイム制を実施している。2年と3年次の英語と数学は習熟度別の少人数授業を導入。長期休業中には全学年対象の受験対策講習を開いている。
校章は泰山木の花がモチーフとなっており、その名は校歌にも登場する。また、タマノカンアオイも学校の花として定められており、文化祭・体育祭を併せたイベント「葵陵祭」の名前の由来となった。

## 設置課程
- 全日制課程
  - 普通科

## 沿革
- 1984年 - 東京都立南平高等学校設置。
- 1985年 - 日野市高幡の仮設校舎で開校、一期生入学。グループ合同選抜制度により、71グループに属す。
- 1986年 - 日野市南平に建設中であった新校舎が竣工し移転。
- 1994年 - 単独選抜となる。創立10周年記念式典挙行。
- 2004年 - 創立20周年記念式典挙行。
- 2005年 - この年の入学生より新制服へ移行。都教育委員会より「重点支援校」に指定。「アクティブラーニング」校にも指定された。

## 合唱コンクール
- 例年6月上旬に行われている。
- 各クラスが課題曲と自由曲を披露する。1年生の課題曲は校歌。
- 南平高校の校歌は三善晃作曲のアカペラ混声四部合唱曲である。

## 葵陵祭

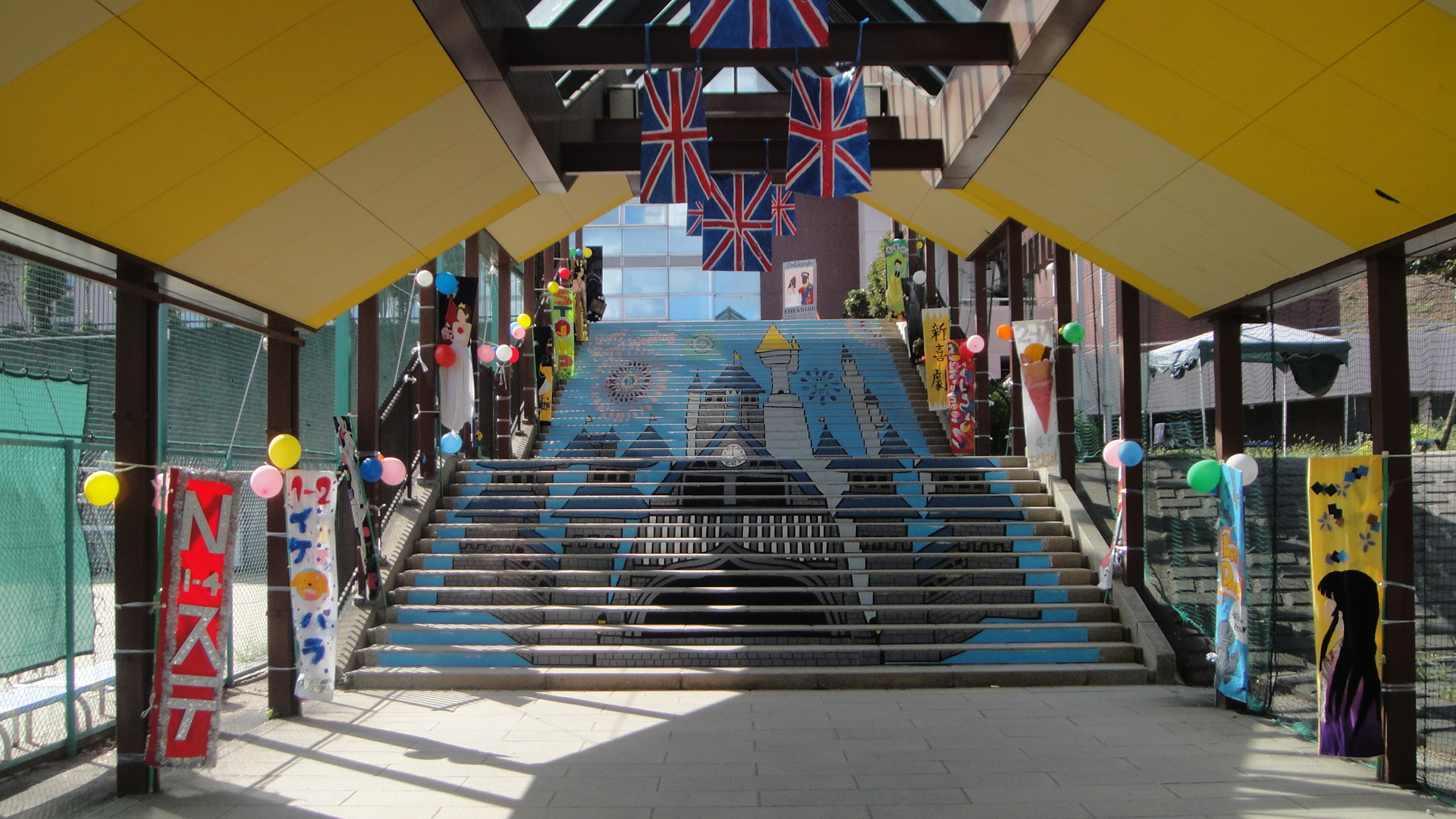
葵陵祭恒例の通用門の階段を利用した階段アート

- 「葵陵祭（きりょうさい）」と呼ばれ、毎年9月に文化祭（2日間）と体育祭（1日間）が合わせて行われている。大抵は、文化祭の翌週が体育祭。
- 文化祭は一般公開されているが、体育祭は保護者のみが観覧できる。
- 文化祭1日目の終了後、生徒のみが参加する「中夜祭」があり、例年ダンスや歌を主とする出し物が披露される（夜までやるわけではなく、5時前後に終了する）。

## ギャラリー

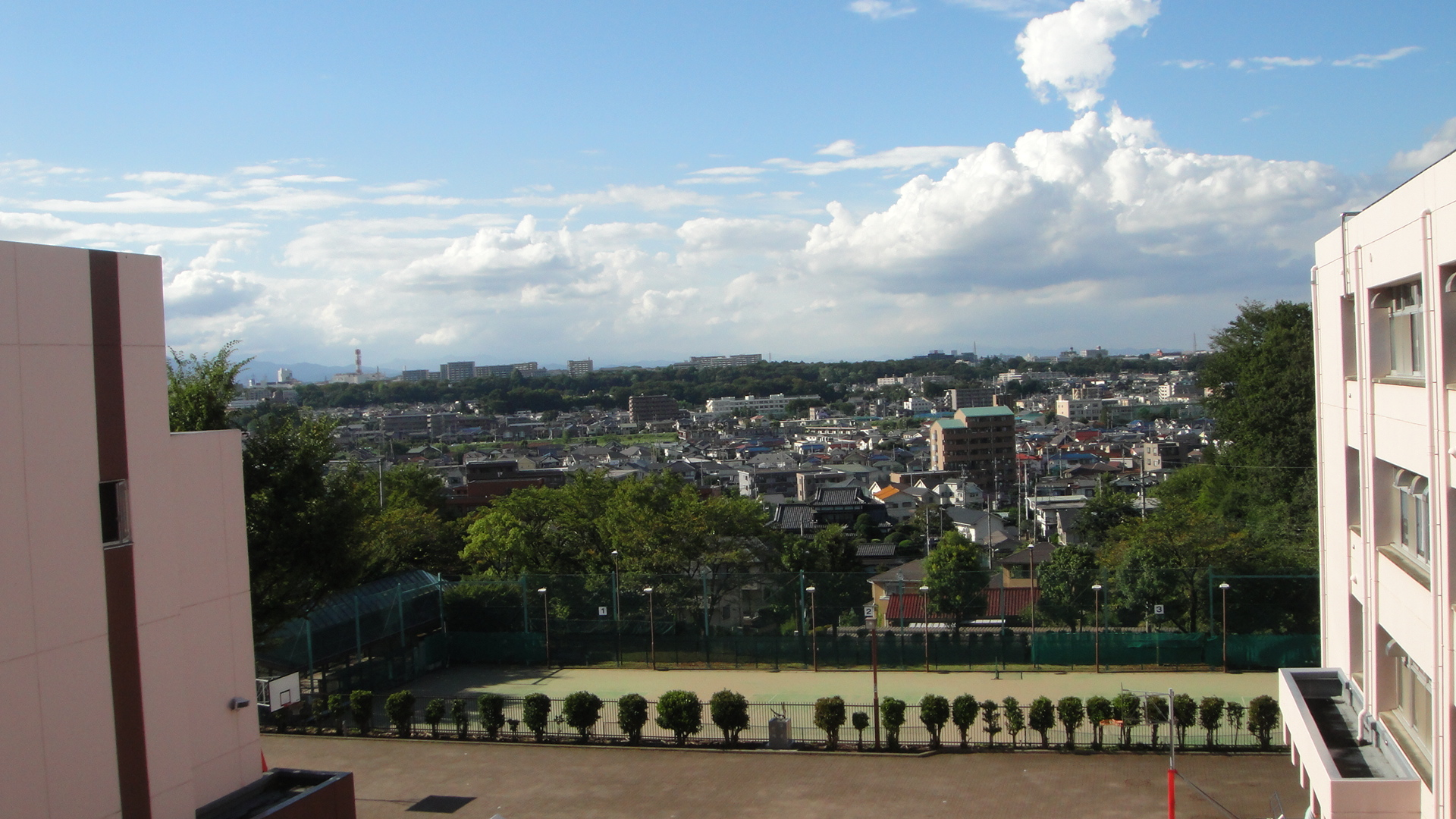
校舎4階から南平駅方面を望む
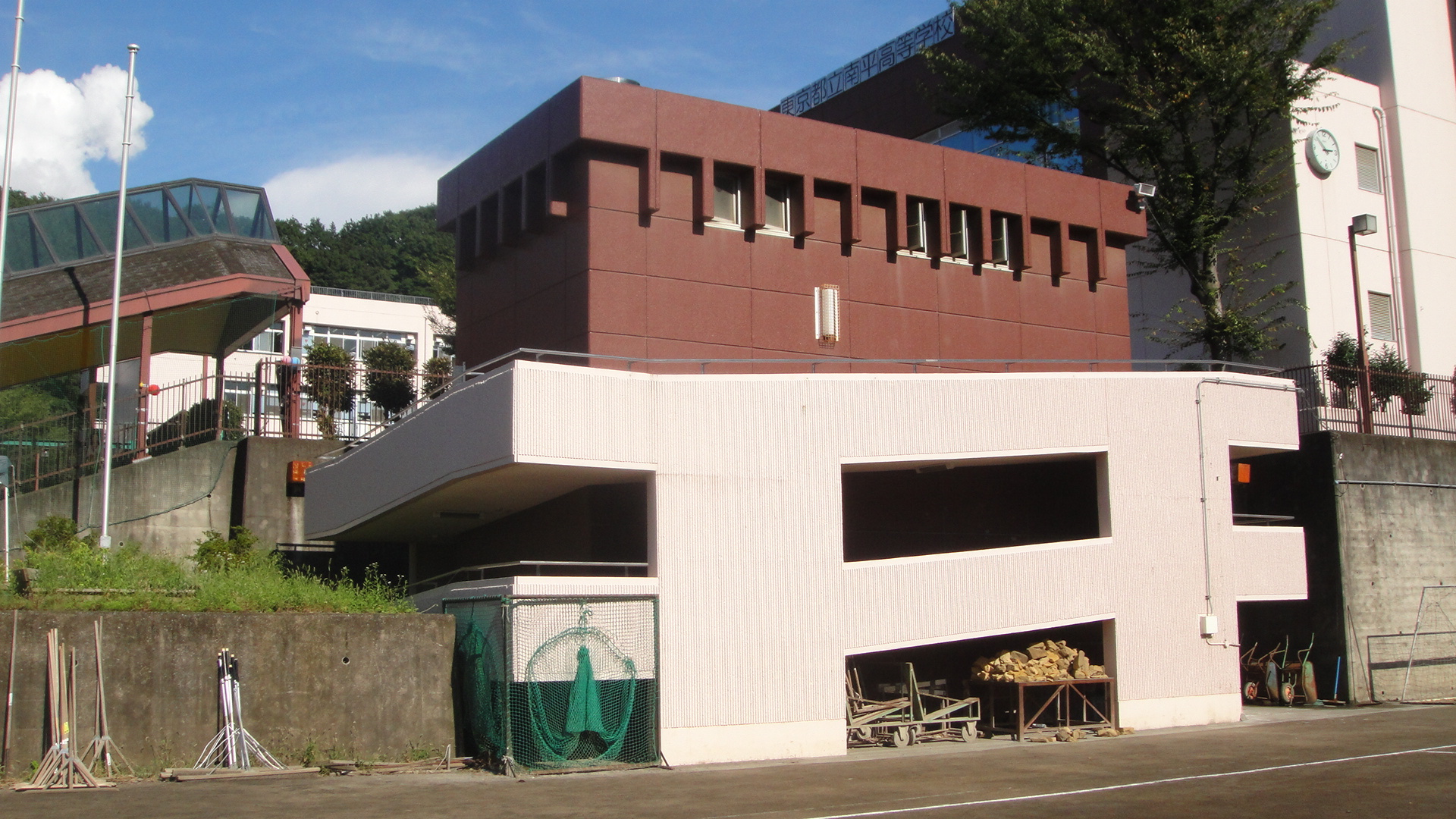
校庭のトイレとスロープ
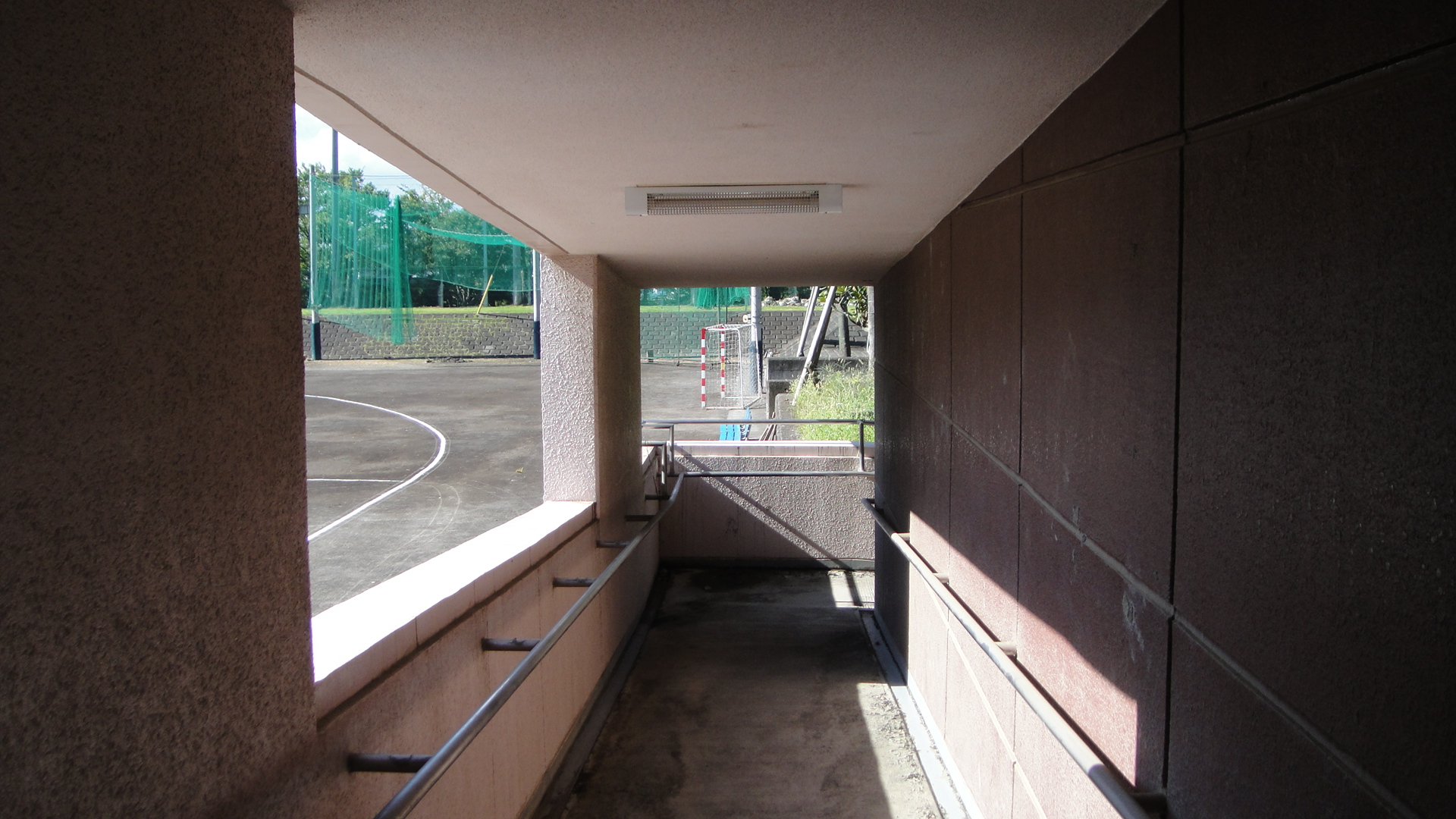
スロープ内部
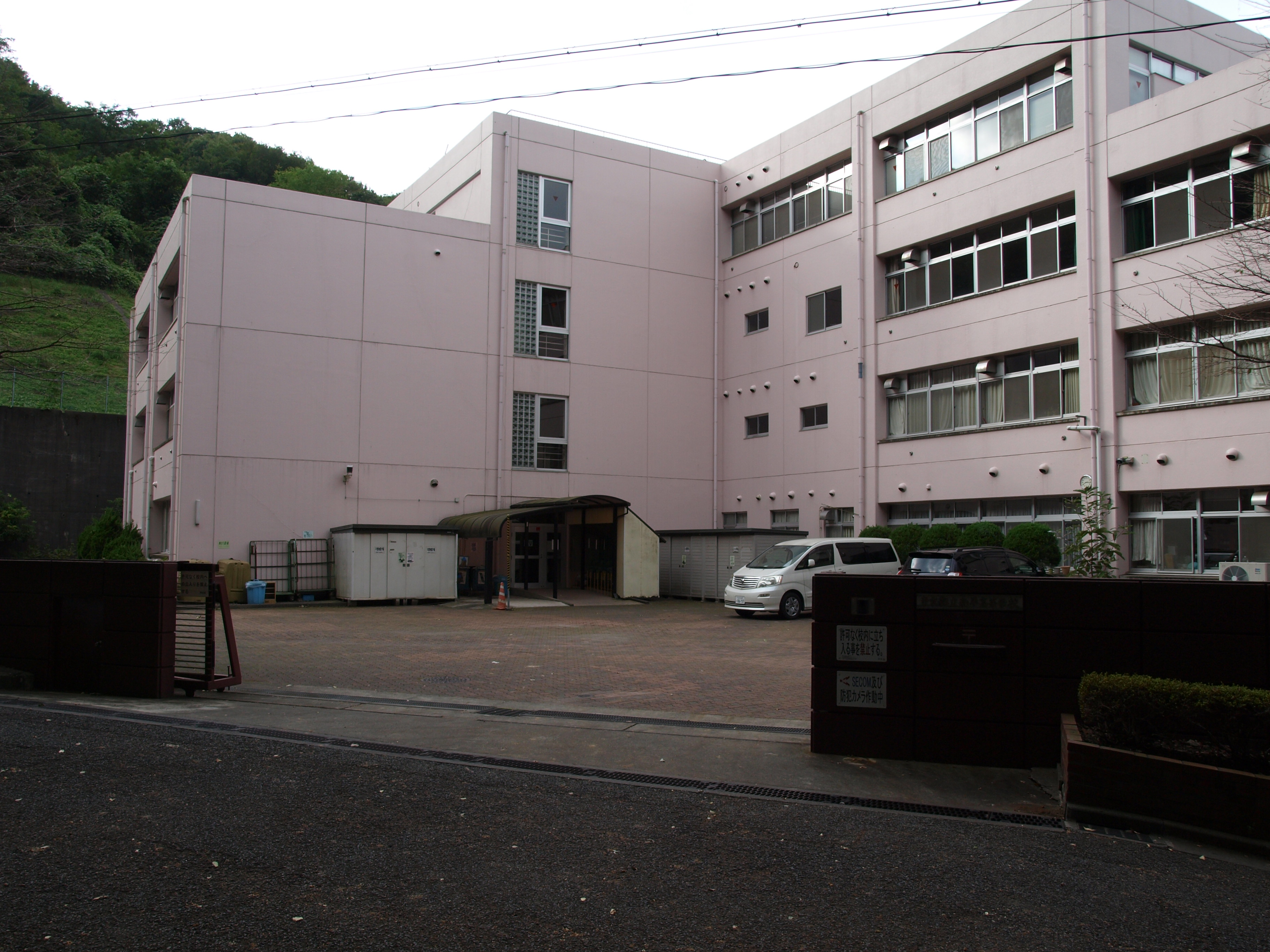
正門
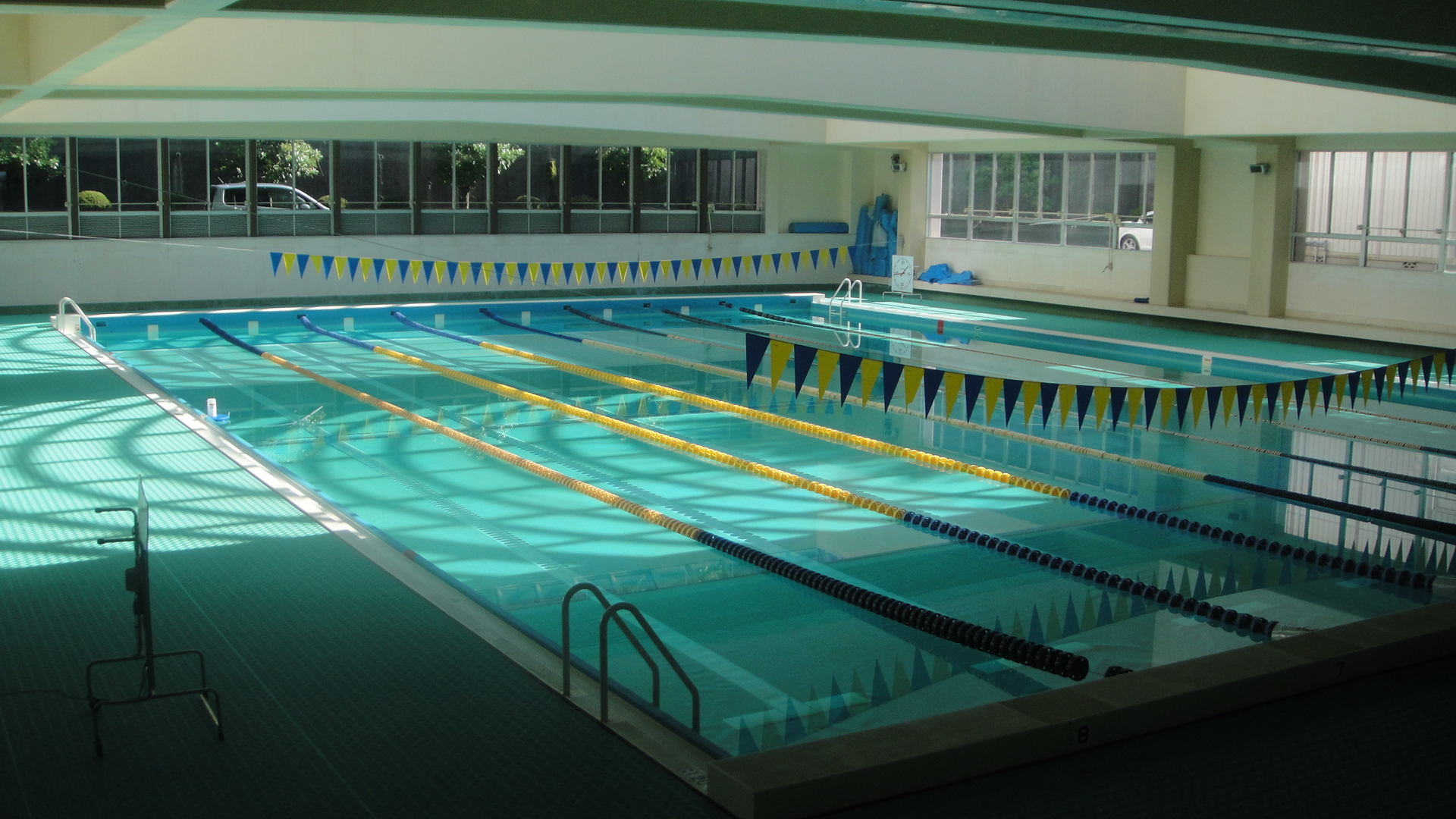
屋内プール（温水プールではない）
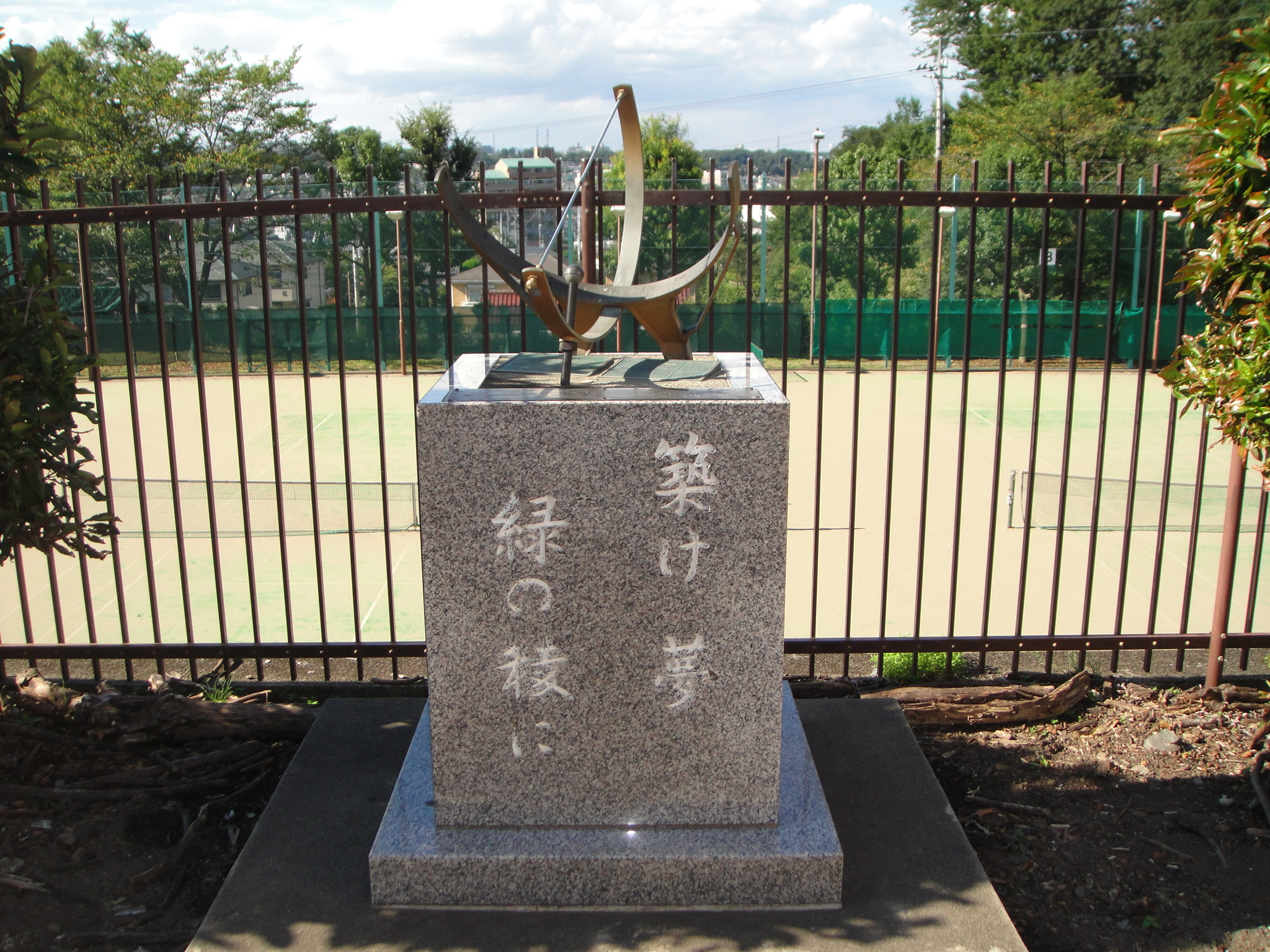
中庭にある日時計

## 部活動・同好会
現在、以下の部と同好会がある。

### 体育部
- サッカー部
- 硬式野球部
- 男子バレーボール部
- 女子バレーボール部
- 男子バスケットボール部
- 女子バスケットボール部
- 男子硬式テニス部
- 女子硬式テニス部
- 陸上競技部
- 水泳部
- バドミントン部
- ハンドボール部
- ソフトボール部
- ソフトテニス部
- 卓球部
- ダンス部
- 自転車競技部 （部としての活動はなく、個人でのレース参戦）

### 文化部
- 演劇部
- 将棋・チェス部
- 吹奏楽部（2001、2005、2007、2018年度東日本学校吹奏楽大会出場）
- 室内楽部
- 茶道部
- 美術部
- 家庭科部
- 合唱部
- 写真・映像部
- 自然科学部
- ジャグリング部（全国的に見ても珍しい部活。NHKの番組に出演したことがある）

## 著名な出身者
- 加藤大 - プロサッカー選手。
- 水口翼 - 株式会社サイブリッジ 代表取締役社長。
- 古代彩乃 - 在学中にデザイナーとしてPCゲーム『ソーサリアン』、『イースI』、『イースII』などを手がけた。
- 葉月抹茶 - 漫画家。作品の『一週間フレンズ。』がアニメ化される際に南平高校がモデルとなった。また、同作品の2017年2月公開実写版映画『一週間フレンズ』では、一部が南平高校で撮影が行われた。
- ささの友間 - 俳優
- 今石洋之 - アニメーション監督、アニメーター

## 交通
- 京王線南平駅 徒歩約10分[1]。

## 立地
- 南平高校周辺はカラスが多く、ビニール袋や紙袋を持って周辺を歩くと襲われてしまうことがある。
- 学校へ辿り着くにはどのルートを選んでも坂は避けられない。緩やかながら時間を要する東方面の坂、急勾配ながら短時間で辿り着く西方面の坂の2ルートが存在する。狭い道ゆえの混雑を避けるため、1年生は前者、2、3年生は後者を使用することが決められている（自転車登校者は学年に限らず後者を使用する場合が多い）。
- 駅から道なりに歩いてくると、正面に蔦の絡まる塀と門が見える。しかし、そちらの門は「通用門」で、本当の正門は駐輪場よりさらに奥にある。ただし、生徒や教職員が日常的に使うのは”正面”にある通用門である。また、駐車場は正門の中にある。